# Высшая школа Латвии
Высшая школа Латвии (латыш. Latvijas Augstskola) — создана в Советской Латвии 8 февраля 1919 года, возобновлена в Латвийской республике 28 сентября 1919 года. В 1923 году переименована в Латвийский университет.  

## Предыстория
До революции 1917 года на территории Латвии действовала единственная высшая школа — Рижский политехнический институт, основанный в 1862 году. Мечты о высшем образовании для латышей лелеяли деятели Пробуждения, идеалисты Юрис Алунанс и Аусеклис. Например, Алунанс во время учёбы в Петербургском Лесном и межевом институте мечтал о создании высшей школы земледелия на родине и даже написал стихотворение «Высшей школе латышей» (Latviešu Augstskolai).
Лишь Первая мировая война и вызванные ею перемены позволили этим мечтам реализоваться, когда малые нации начали бороться за самостоятельность. Центрами сосредоточения латышской интеллигенции стали Юрьев, Петербург и Москва: первые два пункта действовали в позитивно-практическом ключе, третий — как идейно-инициативный. В Москве работали общественные деятели и поэты К.Скалбе, Я. Акуратерс, А. Кениньш, В. Эглит, К. Стралс, П. Дале, А. Бриедис, Л. Лайцен, продвигавшие свои взгляды через местную газету московских латышей «Dzimtenes Atbalss» (Отголосок родины), культурное бюро Центрального комитета помощи латышским беженцам и созданное в 1916 году Общество писателей и художников, особенно на организуемых последним «вечерах интеллигенции». В феврале 1916 в московском Политехническом музее Паул Дале представил свой проект создания Высшей школы Латвии для ведения научной работы и обучения студентов для народного хозяйства на латышском языке. Этот доклад впоследствии послужил основой обсуждения на секции Высшей школы на II конгрессе латышских народных учителей в Юрьеве 7-13 июня 1917 года. В частности, было выражено требование открыть в высшей школе факультет педагогики для подготовки академически образованных учителей. Это обусловило потребность в развитии педагогической науки, которой впоследствии занимались Александр Дауге, Эдуард Петерсон, Паул Юревич, Янис Каулиньш.
До этого в мае 1917 года при Видземском временном земском совете была создана неофициальная Комиссия заинтересованных в латышской высшей школе (Latviešu Augstskolas interesentu komisija), признавшая необходимым создание факультетов: медицинского, философско-исторического, наук о природе, общественно-народнохозяйственного (включая юридический). В качестве переходных было предложено создать Академические курсы, которые должны быть открыться осенью того же года. Избранный для предварительных работ оргкомитет начал разработку программ, однако последовавшая немецкая оккупация не позволило их реализовать. 
На конгрессе в Юрьеве, где обсуждалась организация образования в автономной Латвии, создание высшей школы первоначально не было включено в повестку, однако по предложению энтузиастов (К. Кундзиньш, П. Дале) это было сделано, и этот вопрос впервые был обсужден системно и обстоятельно с участием прибывших на конгресс профессоров Юрьевского университета Осиса, Лаутенбаха, Фелсберга, Паукулиса. Состав факультетов предложен такой: теологический, историко-филологический, юридическо-экономический, медицинский и физико-математический, политехнический. Идея создания латышского факультета в Юрьеве или переноса Юрьевского университета в Ригу была отвергнута как непрактичная и нежелательная. Был составлен список из 25 преподавателей-латышей, работавших в вузах России, чтобы предложить им работу в новой высшей школе. Местом расположения вуза была назначена Рига, начать работу он должен был через три года с историко-филологического отделения, после чего в течение нескольких лет открыть и другие. 
На конгрессе был избран Комитет высшей школы в составе профессоров  Я. Осиса, Э. Фелсберга, Э. Паукулиса, Е. Лаутенбаха-Юсминьша, доцента К. Кундзиньша, кандидатов филологических наук П. Дале и К. Страуберга, инженера П. Залдавса и Д. Адамсона.  Было решено опубликовать во всех латышских газетах призыв поддержать создаваемую Школу предложениями и материальными средствами, а также созвать в Юрьеве 24-25 августа академическую конференцию, пригласив на неё профессоров Я. Эндзелина и Р. Кримберга (Харьков), П. Шмидта (Владивосток), Я. Руберта (Киев), Л. Кундзиньша (Юрьев), П. Вальдена (Рига), приватдоцента Ю. Плакиса (Казань), Ф. Балодиса, П. Пиебарда и Э. Лейниекса (Москва), доцентов Э. Лаубе  и Э. Биркана (Рига), приват-доцента П. Сникериса (Рига). 
Осенью 1917 года, ввиду скудости средств и оккупации Риги немцами, было решено создать Народный университет (Tautas universitāte) в Валмиере, который начал работу со 142 студентами и прекратил её после прихода большевиков.
При немецкой оккупационной администрации в Риге была создана Народная высшая школа (Tautas augstskola) с тремя отделениями: историко-филологическим, юстиции и народного хозяйства, медицины и наук о природе. 5 июня возникла идея  предъявить оккупационной власти меморандум о необходимости создания высшей школы, однако при очередном обсуждении 11 июля явились немецкие чиновники и собрание закрыли, после чего Секция высшей школы не собиралась 4 месяца.
Идеи Юрьевского конгресса были реализованы большевиками, занявшими Ригу 3 января 1919 года. Как указал автор "Исторического обзора" деятельности Высшей школы за первый год ее существования Паул Дале, "идея высшей школы не только не была повержена, но интенсивно продвинулась вперед и частично была реализована". Одним из первых декретов советского правительства Латвии стал «Об образовательных и воспитательных учреждениях Латвии (Par Latvijas izglītības un audzināšanas iestādēm)», принятом 16 января 1919 года. В нём оговаривалось, что все подобные учреждения с 1 января переходят в ведение комиссариата образования, все типы школ — поселковые, уездные, министерские, торговые, сельскохозяйственные, гимназии и другие — преобразовываются в единые трудовые школы, которые содержит советское правительство. Всех учителей следовало переизбрать через советы рабочих и безземельных депутатов. Все занятия должны были происходить на родном языке. Занятия во всех школах предусматривались бесплатные. Эти фундаментальные принципы определили и подход к созданию Высшей школы.
Поскольку эвакуированный в Москву во время Первой мировой войны Рижский политехнический институт не готовил всего спектра специалистов, требовавшихся республике (например, медиков, гуманитариев), было решено не восстанавливать этот вуз, а учредить новый.

## Высшая школа советской Латвии

### Основание
8 февраля 1919 года правительство Латвийской советской социалистической республики опубликовало в газете «Циня» подписанный председателем правительства Петром Стучкой и комиссаром народного образования Янисом Берзиньшем декрет о ликвидации созданной немецкой оккупационной властью Балтийской технической высшей школы и учреждении Латвийской высшей школы на базе ликвидированной, с преподаванием на латышском языке. Правила Высшей школы были составлены по образцу аналогичного документа вузов Советской России. Целью вуза, по замыслу заместителя комиссара народного образования Эрнста Эфферта, было образование трудового народа.  
Открытие Высшей школы состоялось 20 февраля в Большой ауле бывшего Рижского политехнического института на бульваре Карла Маркса, 19. Материальной базой вуза послужили перенятые здания института (осенью 1918 года преобразованного немцами в Балтийскую техническую высшую школу), его инвентарь и ресурсы, частично возвращённые из эвакуации после закрытия института в Москве летом 1918 года. Организационными мероприятиями руководил отдел высших школ комиссариата народного образования под руководством Э. Эфферта.

### Организация обучения
Работа вуза первоначально была организована по аналогу РПИ в пяти отделениях: химии, сельского хозяйства, механики, инженерных знаний и архитектуры. На базе ликвидированного торгового отделения были созданы социально-экономические курсы. Со временем планировалось сформировать вуз расширенного типа, который бы объединял научно-технические специальности и гуманитарные факультеты. 
7 марта 1919 было решено создать медицинское, ветеринарное и педагогическое отделения, однако в реальности они так и не начали работать из-за недостатка времени, хотя в мае 1919 года на медицинском отделении прошли лекции по анатомии человека, которые читал профессор Альфред Зоммер.
7 марта также был утверждён преподавательский состав вуза из 80 человек для 23 кафедр. 60 из них вернулись в Латвию из России и представляли научные кадры РПИ.  Среди них были профессора Вальден, Фишер, Бухгольц, Леппик, Бушманис. Также были приняты на работу местные преподаватели с высшим образованием и стажем работы не менее 5 лет, ранее не работавшие в РПИ. Среди них были Август Кирхенштейн и Паул Леиньш. 
То, что для приёма абитуриентов существовал только возрастной критерий (не менее 16 лет) и занятия были бесплатные, привлекло большое количество желающих учиться, и не только на территории Латвии.  Заявления о приёме поступали из Москвы, Кинешмы, Старой Руссы, Вязьмы и других городов.
К 20 марта было набрано 3078 студентов, из которых только 64 % имели среднее образование. Для их подготовки к занятиям все отделения организовали классы. 955 студентов вернулись из России, это были бывшие студенты РПИ и российских вузов, которые продолжили занятия на  2 и 3 курсах Высшей школы. Также в Высшей школе были созданы среднетехнические курсы, позволявшие рабочим и крестьянам без среднего образования получить доступ к высшему образованию.  
В апреле в вузе была создана студенческая партийная ячейка из 47 человек.
За 3.5 месяца работы вуза ни одно отделение не представило новую программу пролетарского образования, содержание лекций и практикумов определяли сами преподаватели. Официальными языками преподавания были латышский и русский, с разрешения наркома образования можно было вести занятия на немецком языке, что широко применялось, поскольку большинство преподавателей латышского языка не знали. 

### Руководство
В феврале комиссариат образования назначил ответственным за организацию работы вуза Адольфа Кирштейна, секретарём был назначен Карлис Лауциньш. 
Главным органом внутреннего управления вуза был созданный 7 марта Совет, отвечавший за научную, учебную работу, административные и хозяйственные вопросы. В него входили председатель (им 7 мая 1919 года был избран учёный-химик  Пауль Вальден), представитель комиссариата народного образования, деканы отделений (факультетов), представитель студентов, представитель Рижского совета рабочих депутатов, представитель центра рабочей молодёжи ЛСДРП (б) и секретарь. 
За работу отделений и учебные программы отвечали советы отделений и их председатели, избранные в апреле и мае. 
Ими стали:
- Отделение химии – Вальдемар Фишер (Waldemar Fischer),
- Сельскохозяйственное отделение – Арнольд Бушманис,
- Механическое отделение – Пауль Денфер (Paul Denffer),
- Инженерное отделение – Бенедикт Водзинский (Benedykt Wodziński),
- Aрхитектурное отделение – Отто Хоффман (Otto Hoffmann).